# Oină
奧捺、Oină（羅馬尼亞語發音：[ˈoj.nə]）是羅馬尼亞傳統球棒運動，在許多方面與棒球相似。

## 歷史
「oină」最初叫「hoina」。源自庫曼語「oyn（遊戲）」 。
最古老的直接提及來自István Mátyus在1782年的飲食手冊，談了其健康益處。
然而，該運動可能早在1364年就已存在。
1899年，教育部長斯皮魯·哈雷特組織了第一屆oină比賽。
而羅馬尼亞Oină聯盟（Federaţia Română de Oină）成立於1932年。在20世紀50年代初短暫解散。
羅馬尼亞Oină聯合會也積極在國外推廣Oină運動，在塞爾維亞、日本、印尼、英國、波蘭、德國、印度、巴基斯坦、克羅埃西亞、烏克蘭等國舉辦示範賽。製作各語的oină學習指南和手冊。
目前有四十多個地區有該運動。

## 場地

Oină場的動畫

場地由長70（230英尺）寬32（105英尺）的長方形組成。
進攻方球員必須依序跑過以下四線：
- 起跑線（擊球線左側）
- 抵達線（後線左側）
- 返回線（後線右側）
- 逃脫線（擊球線右側）

## 隊員
兩隊，每隊11人，一進攻方或「擊球方」(la bătaie)和一防守方或「接球方」(la prindere)。中場休息互換。
防守位置如下：
- 3名中場 ("mijlocași")
- 3名前進側 ("mărginași de ducere")
- 3名返回側 ("mărginași de întoarcere")
- 1名後衛 ("fundaș") 可以在後區自由移動
- 1名前鋒("fruntaș") 可以在擊球區內自由移動

進攻者依時間順序如下：
- 等待回合
- 發球
- 擊球
- 等待跑動
- 跑進前進走廊
- 留在後區
- 跑回返回走廊

每支球隊都有一名隊長 ("căpitan" or "baci"")通常中場2號是隊長，因為他可以在任何位置將球傳給進攻者。因此，中場2號也被稱為“baci”。
每隊最多可有5名替補隊員。

## 範圍
隊員根據擊球還是接球扮演不同角色。擊球時，任務是跑過球道，越過逃脫線。接球時，任務是擊中帶球跑動的球員。每道最多可以有兩名玩家同時奔跑。一名玩家可以在兩道上被擊中一次。

## 規則
完整的規則可以在這裡 （页面存档备份，存于）找到。

## 評分
接球時，除非球接觸到手掌或手掌背面，否則每擊球一次，就得兩分。
擊球時，透過擊球超出特定線來得分，如下所示：
- 球在空中越過65m線且未出界（未越過邊線），無論防守方是否在空中觸球 - 2 分
- 球落入後區 – 2 分
- 球在空中被防守球員觸及，並在後區內空中出界 - 2 分
- 球在沒有被防守球員觸及的情況下從後區飛出界外 – 1 分
- 球在空中越過60m線（後線）並被防守球員接住 – 1分
- 球在空中越過四分之三線並落入四分之三區域 – 1 分
- 球從四分之三區域內飛出界外 – 1 分
- 球在空中被防守方從四分之三區域內轉移出界 - 1 分
- 球落在後線四分之三區域 – 1 分
- 球從四分之三線前的四分之三區域內被防守隊員轉移，並且隨後沒有被接在空中 - 1 分

### 競賽
勝隊積3分，平手積2分，負隊積1分。退出或被淘汰的球隊將不會獲得任何積分，並以 0-9 比分輸掉比賽。因傷缺席替補球員，則為0-6負，得1分；同樣情況，因球員被淘汰，則為0-9負，不得分。

## 球
oină是由皮革製成的球，內部填充馬毛、豬毛或牛毛。在高級比賽中，球的直徑約為8（3.1英寸），重量為140克（4.9盎司）；在U-18比賽中，球的直徑約為7（2.8英寸），重量為100克（3.5盎司）。

## 比較棒球
- 球重相似：兩者約為140克（4.9盎司）
- oină球棒更長更細
- 一場oină比賽僅需30分鐘
- oină隊11人，棒球隊9人
- oină防守方可以透過擊中比賽中的進攻球員（跑過球道）來得分

## 比賽

### 羅馬尼亞
主要大型比賽：
- 全國錦標賽
- 羅馬尼亞盃
- 羅馬尼亞超級盃
- 全國青少年錦標賽

2010年其它大型比賽 ：
- "Dragu" 盃
- "Gherăești" 盃
- "Antena Satelor" 全國錦標賽（少年組）
- 聯盟盃
- 邊境警察杯
- "Monteoru" 盃
- "Cleopatra" Cup (beach oină)
- "Zarandului" 盃
- "Tătaru" 盃
- 鄉村杯
- "Antena Satelor" 盃

## 外部連結
- 羅馬尼亞Oină聯合會新網站 （页面存档备份，存于） （羅馬尼亞語）
- The old FRO website （羅馬尼亞語）
- The Oină Association website, created in collaboration with the Romanian Oină Federation within the purpose of promoting oină as a Romanian national sport （羅馬尼亞語）